# Serra de Monte Figo
A Serra de Monte Figo é uma elevação de Portugal Continental, que se localiza no Algarve. As suas elevações resultam de enrugamentos e fracturações no Terciário. O seu ponto mais elevado, com 411 metros de altitude, denomina-se Cerro de São Miguel. Pela sua importância geológica e ambiental destaca-se ainda o Cerro da Cabeça (249 m).